# تولوس (معماری)

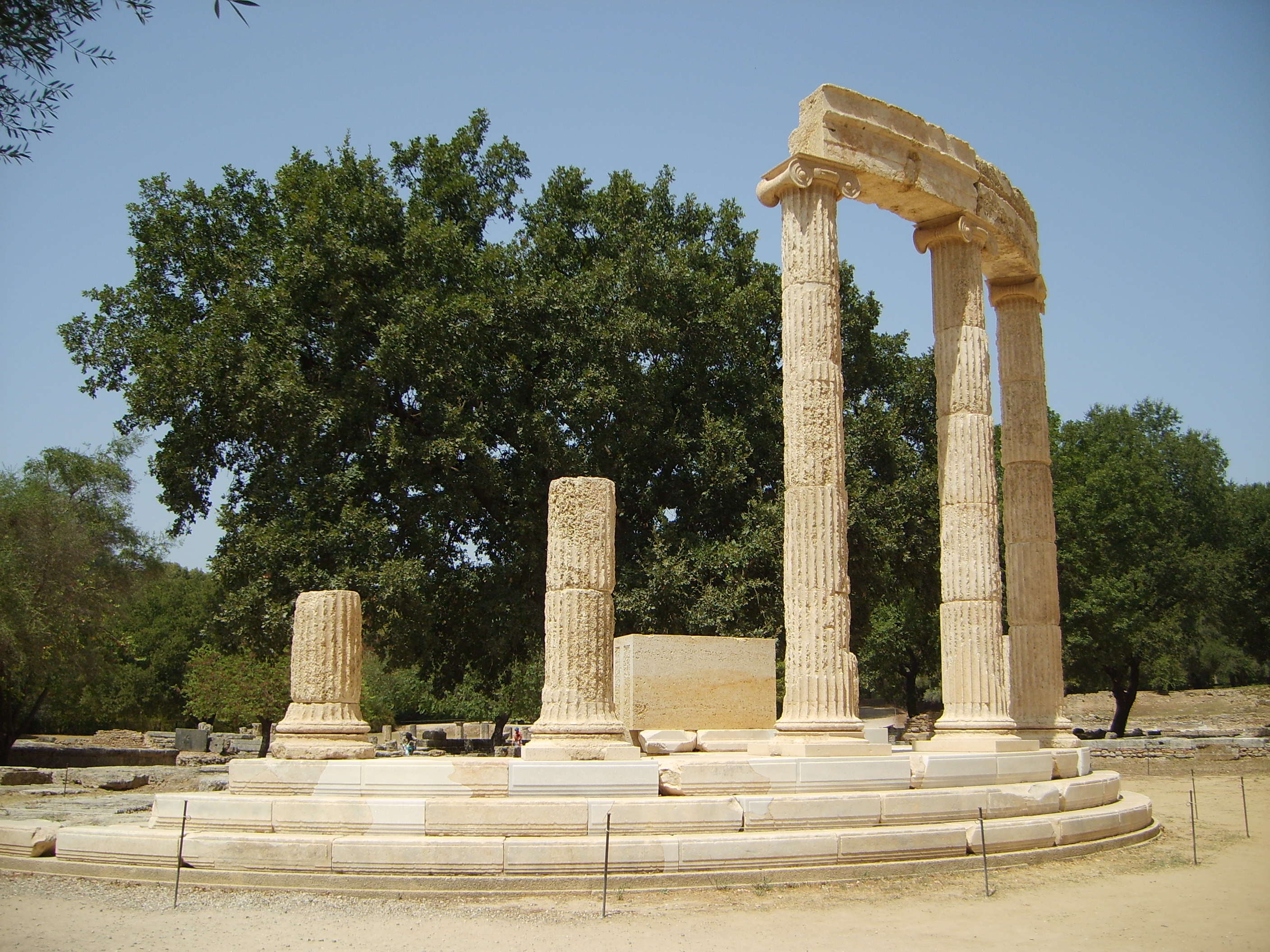
فیلیپیون، در المپیا

تولوس (از یونانی باستان θόλος، به معنای «سقف مخروطی شکل» یا «گنبد»)، (لاتین: tholus) نوعی ساختمان بود که به‌طور گسترده در جهان کلاسیک استفاده می‌شد. تولوس سازه‌ای گرد با دیوار مدور و سقف است که معمولاً بر روی چند پله (یک سکو) ساخته می‌شد و اغلب دارای حلقه‌ای از ستون‌ها است که سقفی مخروطی یا گنبدی شکل را نگه می‌دارند.